# Чаша Піфагора

Чаша Піфагора в розрізі.

Чаша Піфагора (або чаша жадоби) — спеціальна форма чаші для пиття з отвором у дні, яка змушує пити з неї в помірному обсязі. Якщо наповнити чашу тільки до певного рівня, то з неї можна пити, але якщо налити рідини вище цього рівня, то вміст чаші виливається через отвір у дні. Вважається, що Піфагор придумав цю чашу для того, щоби всі раби на острові Самос пили однакову кількість вина і не перевищували своєї норми.
Чаша влаштована таким чином, що в її центрі міститься колона, внизу якої є невеликий прихований отвір, який веде до каналу всередині колони. Канал піднімається до верху колони і потім розвертається й виходить на дно чаші. Чаша Піфагора працює за законом сполучених посудин. Коли рівень рідини в чаші піднімається над найвищою точкою рівня рідини в каналі всередині колони, то гідростатичний тиск створює сифон через отвір і вміст вивільняється через дно. Сучасні унітази функціонують за тим самим принципом, що і чаша Піфагора.
Герон Александрійський використовував чашу Піфагора у своїх гідростатичних приладах.